# Dyskografia Lady Pank
Dyskografia Lady Pank składa się z 20 albumów studyjnych (w tym dwóch zawierających autorską ścieżkę dźwiękową do filmu animowanego), ośmiu koncertowych i 19 kompilacyjnych (w tym jeden remix album) oraz 57 singli i 30 innych utworów notowanych na ogólnopolskich listach przebojów.

## Albumy studyjne
| Rok                            | Tytuł | Pozycja na liście | Liczba sprzedanych egzemplarzy | Certyfikat ZPAV |
| Rok                            | Tytuł | POL               | Liczba sprzedanych egzemplarzy | Certyfikat ZPAV |
| ------------------------------ | --- | ----------------- | ------------------------------ | --------------- |
| 1983                           | Lady Pank - Data: 20 czerwca 1983 - Wydawca: Tonpress - Format: CD, CS, LP                                                | 34                | 220 000                        | złota płyta     |
| 1984                           | Ohyda - Data: 14 maja 1984 - Wydawca: Savitor - Format: CD, CS, LP                                                        | –                 | 150 000                        | złota płyta     |
| 1985                           | Drop Everything - Data: 1 marca 1985 - Wydawca: MCA Records (USA), Klub Płytowy Razem (Polska) - Format: CD, CS, LP       | –                 |                                |                 |
| 1986                           | LP3 – Nigdy nie za wiele rokendrola! - Data: 22 września 1986 - Wydawca: Polskie Nagrania Muza - Format: CD, CS, LP, SACD | 54                |                                |                 |
| 1988                           | Tacy sami - Data: 10 października 1988 - Wydawca: Polskie Nagrania Muza - Format: CD, CS, LP                              |                   |                                |                 |
| 1990                           | Zawsze tam, gdzie ty - Data: 20 sierpnia 1990 - Wydawca: ZPR Records - Format: CD, CS, LP, SACD                           | –                 |                                |                 |
| 1994                           | NANA - Data: 12 września 1994 - Wydawca: Koch - Format: CD, CS, LP                                                        | –                 | 200 000                        | platynowa płyta |
| 1996                           | Międzyzdroje - Data: 15 lipca 1996 - Wydawca: Starling S.A. - Format: CD, CS, LP                                          | –                 |                                |                 |
| 1996                           | Zimowe graffiti - Data: 9 grudnia 1996 - Wydawca: Starling S.A. - Format: CD, CS, LP, digital download, SACD              | –                 |                                |                 |
| 1998                           | Łowcy głów - Data: 22 czerwca 1998 - Wydawca: Starling S.A. - Format: CD, CS, LP, digital download                        | –                 |                                |                 |
| 2000                           | Nasza reputacja - Data: 11 września 2000 - Wydawca: Zic Zac - Format: CD, CS, LP                                          | 18                |                                |                 |
| 2004                           | Teraz - Data: 28 czerwca 2004 - Wydawca: BMG - Format: CD, CS                                                             | 3                 | 35 000                         | złota płyta     |
| 2007                           | Strach się bać - Data: 28 maja 2007 - Wydawca: Sony BMG - Format: CD, digital download                                    | 3                 | 15 000                         | złota płyta     |
| 2011                           | Maraton - Data: 20 czerwca 2011 - Wydawca: Sony Music - Format: CD                                                        | 1                 | 15 000                         | złota płyta     |
| 2016                           | Miłość i władza - Data: 15 kwietnia 2016 - Wydawca: Universal Music - Format: CD, LP, digital download                    | 2                 | 15 000                         | złota płyta     |
| 2017                           | Zimowe graffiti 2 - Data: 10 listopada 2017 - Wydawca: Universal Music - Format: CD, LP, digital download                 | 8                 |                                |                 |
| 2018                           | LP1 (Lady Pank i goście) - Data: 15 czerwca 2018 - Wydawca: Agora S.A. - Format: CD, LP, digital download                 | 3                 | 30 000                         | platynowa płyta |
| 2021                           | LP40 - Data: 12 marca 2021 - Wydawca: Agora S.A., Gotrand - Format: CD, LP, digital download                              | 2                 |                                |                 |
| „–” pozycja nie była notowana. | |                   |                                |                 |

## Ścieżka dźwiękowa
| Rok                            | Tytuł | Pozycja na liście | Liczba sprzedanych egzemplarzy | Certyfikat ZPAV |
| Rok                            | Tytuł | POL               | Liczba sprzedanych egzemplarzy | Certyfikat ZPAV |
| ------------------------------ | --- | ----------------- | ------------------------------ | --------------- |
| 1986                           | O dwóch takich, co ukradli księżyc - Data: 16 czerwca 1986 - Wydawca: PolJazz - Format: CD, CS, LP, SACD | –                 |                                |                 |
| 1988                           | O dwóch takich, co ukradli księżyc cz. 2 - Data: 1988 - Wydawca: PolJazz - Format: CD, CS, LP, SACD      | –                 |                                |                 |
| „–” pozycja nie była notowana. | |                   |                                |                 |

## EP-ki studyjne
| Rok                            | Tytuł                                                                                               | Pozycja na liście | Liczba sprzedanych egzemplarzy | Certyfikat ZPAV |
| Rok                            | Tytuł                                                                                               | POL               | Liczba sprzedanych egzemplarzy | Certyfikat ZPAV |
| ------------------------------ | --------------------------------------------------------------------------------------------------- | ----------------- | ------------------------------ | --------------- |
| 1990                           | Gwiazdkowe dzieci - Data: 1990 - Wydawca: Klub Płytowy Razem - Format: Vinyl 12" 45 RPM Maxi-Single | –                 |                                |                 |
| „–” pozycja nie była notowana. | |                   |                                |                 |

## Albumy koncertowe
| Rok                            | Tytuł                                                                                          | Pozycja na liście | Liczba sprzedanych egzemplarzy | Certyfikat ZPAV |
| Rok                            | Tytuł                                                                                          | POL               | Liczba sprzedanych egzemplarzy | Certyfikat ZPAV |
| ------------------------------ | ---------------------------------------------------------------------------------------------- | ----------------- | ------------------------------ | --------------- |
| 1984                           | Live - Data: 1984 - Wydawca: Karolina, Polskie Stowarzyszenie Jazzowe - Format: CS             | –                 |                                |                 |
| 1995                           | Mała wojna – akustycznie - Data: 1995 - Wydawca: Starling S.A. - Format: CD, CS, LP            | –                 |                                |                 |
| 1999                           | Koncertowa - Data: 7 czerwca 1999 - Wydawca: Zic Zac - Format: CD, 2x LP                       | –                 |                                |                 |
| 2008                           | Trójka Live! - Data: 21 stycznia 2008 - Wydawca: 3 Sky Media - Format: CD                      | –                 |                                |                 |
| 2012                           | Symfonicznie - Data: 2 października 2012 - Wydawca: Universal Music Polska - Format: 2x CD, LP | 1                 | 30 000                         | platynowa płyta |
| 2015                           | Akustycznie - Data: 16 czerwca 2015 - Wydawca: Sony Music - Format: CD, LP                     | 9                 |                                |                 |
| 2016                           | Bez prądu - Data: 2 czerwca 2016 - Wydawca: New Media Concept - Format: DVD                    | –                 |                                |                 |
| 2022                           | MTV Unplugged - Data: 25 listopada 2022 - Wydawca: Agora S.A., Gotrand - Format: CD, LP        | –                 |                                |                 |
| „–” pozycja nie była notowana. |                                                                                                |                   |                                |                 |

## Kompilacje
| Rok                            | Tytuł | Pozycja na liście | Liczba sprzedanych egzemplarzy | Certyfikat ZPAV |
| Rok                            | Tytuł | POL               | Liczba sprzedanych egzemplarzy | Certyfikat ZPAV |
| ------------------------------ | --- | ----------------- | ------------------------------ | --------------- |
| 1989                           | Fest Of - Data: 1989 - Wydawca: Conart - Format: CS                                                                        | –                 |                                |                 |
| 1990                           | The Best of Lady Pank - Data: 1990 - Wydawca: Zbigniew Mamok & Jan Borysewicz - Format: CD, CS, LP                         | –                 |                                |                 |
| 1992                           | Lady Pank ’81–’85 - Data: 1992 - Wydawca: Intersonus - Format: CD, CS                                                      | –                 |                                |                 |
| 1995                           | Ballady - Data: 1995 - Wydawca: Intersonus - Format: CD, CS                                                                | –                 |                                |                 |
| 1995                           | Gold - Data: 1995 - Wydawca: Koch - Format: CD, CS                                                                         | –                 | 100 000                        | złota płyta     |
| 1997                           | W transie - Data: 13 października 1997 - Wydawca: Starling S.A. - Format: CD, CS, LP                                       | –                 |                                |                 |
| 2000                           | Złote przeboje - Data: 2000 - Wydawca: Tonpress - Format: CD, CS                                                           | –                 |                                |                 |
| 2002                           | Besta besta - Data: 24 czerwca 2002 - Wydawca: BMG - Format: CD, CS                                                        | 8                 |                                |                 |
| 2003                           | Mniej niż zero i inne hity - Data: 2003 - Wydawca: GM Records - Format: CD                                                 | –                 |                                |                 |
| 2004                           | The Best – Zamki na piasku - Data: 2004 - Wydawca: Agencja Artystyczna MTJ - Format: CD                                    | –                 |                                |                 |
| 2007                           | Lady Pank – Box 13 CD - Data: 30 listopada 2007 - Wydawca: MTJ Agencja Artystyczna - Format: CD                            | 31                |                                |                 |
| 2007                           | Gwiazdy polskiej muzyki lat 80. - Data: 19 czerwca 2007 - Wydawca: TMM Polska - Format: CD                                 | –                 |                                |                 |
| 2007                           | Gwiazdy polskiej muzyki lat 80. – vol. 2 - Data: 28 sierpnia 2007 - Wydawca: TMM Polska - Format: CD                       | –                 |                                |                 |
| 2010                           | Lady Pank – Polski Rock - Data: 17 lipca 2010 - Wydawca: Agora SA - Format: CD                                             | –                 |                                |                 |
| 2014                           | Bursztynowa kolekcja – The Very Best of Lady Pank - Data: 3 listopada 2014 - Wydawca: MTJ Agencja Artystyczna - Format: CD | 2                 |                                |                 |
| 2016                           | Mniej niż zero - Data: 2016 - Wydawca: MTJ Agencja Artystyczna - Format: CD                                                | –                 |                                |                 |
| 2018                           | Lady Pank – Box 13 CD – edycja limitowana - Data: 26 października 2018 - Wydawca: MTJ Agencja Artystyczna - Format: CD     | –                 |                                |                 |
| 2019                           | Lady Pank – Ballady - Data: 22 marca 2019 - Wydawca: MTJ Agencja Artystyczna - Format: CD, LP                              | –                 |                                |                 |
| 2021                           | Empik Winyl Collection: Lady Pank - Data: 16 kwietnia 2021 - Wydawca: MTJ Agencja Artystyczna - Format: LP                 | –                 |                                |                 |
| „–” pozycja nie była notowana. | |                   |                                |                 |

## Single
| Rok  | Tytuł                                                        | Pozycja na liście | Pozycja na liście | Pozycja na liście | Pozycja na liście |
| Rok  | Tytuł                                                        | LP3               | PiK               | RMF FM            | SLiP              |
| ---- | ------------------------------------------------------------ | ----------------- | ----------------- | ----------------- | ----------------- |
| 1982 | „Mała Lady Punk”/„Minus 10 w Rio”                            | 7/10              | –                 | –                 | –                 |
| 1983 | „Mniej niż zero”/„Pokręciło mi się w głowie”                 | 1/–               | –                 | –                 | –                 |
| 1983 | „Wciąż bardziej obcy”/„Zamki na piasku”                      | 1/1               | –                 | –                 | –                 |
| 1985 | „Minus Zero”/„Stranger”                                      | –                 | –                 | –                 | –                 |
| 1985 | „Raport z N.”/„Rysunkowa postać”                             | –/1               | –                 | –                 | –                 |
| 1986 | „Sly”/„This is Only Rock’N’Roll”                             | –                 | –                 | –                 | –                 |
| 1990 | „Gwiazdkowe Dzieci”                                          | –                 | –                 | –                 | –                 |
| 1994 | „Na na”                                                      | 11                | –                 | –                 | –                 |
| 1994 | „Młode orły”                                                 | 15                | –                 | –                 | –                 |
| 1995 | „Mała wojna”/„Zostawcie Titanica” (Mała wojna – akustycznie) | –                 | –                 | –                 | –                 |
| 1996 | „Czy czujesz jak”                                            | 26                | –                 | –                 | –                 |
| 1996 | „Nie chcę litości”                                           | 35                | –                 | –                 | –                 |
| 1997 | „Zamki na piasku ‘97”                                        | 14                | –                 | –                 | –                 |
| 1997 | „Mniej niż zero ‘97”                                         | –                 | –                 | –                 | –                 |
| 1997 | „Jest taki kraj”                                             | –                 | –                 | –                 | –                 |
| 1998 | „Prawda i serce”                                             | 30                | –                 | –                 | –                 |
| 1998 | „Znowu pada deszcz”/„Mały rastaman”                          | 1/–               | 2/–               | –                 | –                 |
| 1999 | „Rozmowa z...”/„Marchewkowe pole” (Koncertowa)               | 31/–              | –                 | –                 | –                 |
| 1999 | „Do Moniki L.”                                               | 13                | –                 | –                 | –                 |
| 2000 | „Na granicy”                                                 | 7                 | 5                 | –                 | 24                |
| 2000 | „Słońcem opętani”                                            | 20                | 19                | –                 | –                 |
| 2000 | „Jak ruchomy cel”                                            | 26                | 18                | –                 | 29                |
| 2000 | „Samotne noce”                                               | 35                | –                 | –                 | –                 |
| 2002 | „7-me niebo nienawiści”                                      | 16                | 17                | 2                 | –                 |
| 2004 | „Sexy-plexi”                                                 | –                 | 12                | –                 | –                 |
| 2004 | „Stacja Warszawa”                                            | 1                 | 4                 | 1                 | 1                 |
| 2004 | „Pani moich snów”                                            | –                 | 17                | –                 | –                 |
| 2007 | „Strach się bać”                                             | 20                | 10                | 3                 | 12                |
| 2007 | „Wenus, Mars”                                                | –                 | 9                 | 4                 | 21                |
| 2007 | „Dobra konstelacja”                                          | 1                 | 1                 | 4                 | 10                |
| 2008 | „Nie mam nic, prócz ciebie (Lady)”                           | –                 | 1                 | –                 | –                 |
| 2011 | „Dziewczyny dzisiaj z byle kim nie tańczą”                   | –                 | 1                 | 1                 | 23                |
| 2011 | „Z dachu”                                                    | 48                | 2                 | –                 | 28                |
| 2011 | „Mój świat bez Ciebie”                                       | 44                | 1                 | 1                 | 23                |
| 2012 | „Freedom time”                                               | 55                | 23                | –                 | –                 |
| 2012 | „Chłopak z mokrą głową”                                      | –                 | 11                | –                 | –                 |
| 2016 | „Miłość”                                                     | 33                | 3                 | 3                 | 13                |
| 2016 | „Władza”                                                     | 40                | 1                 | –                 | –                 |
| 2016 | „Sterowany”                                                  | 50                | 13                | –                 | –                 |
| 2017 | „Trochę niepamięci”                                          | 11                | 23                | –                 | –                 |
| 2017 | „Otuleni”                                                    | 34                | 4                 | 2                 | 21                |
| 2017 | „Rodzice”                                                    | –                 | –                 | –                 | –                 |
| 2018 | „Tańcz, głupia tańcz” (gościnnie: Maciej Maleńczuk)          | 4                 | 1                 | –                 | –                 |
| 2018 | „Mniej niż zero” (Lady Pank i goście)                        | –                 | –                 | –                 | –                 |
| 2018 | „Hej Hosanna”                                                | –                 | –                 | –                 | –                 |
| 2019 | „Zamki na piasku” (gościnnie: Kasia Kowalska)                | 12                | –                 | –                 | –                 |
| 2019 | „Niepoprawni”                                                | 25                | –                 | –                 | –                 |
| 2020 | „Ameryka”                                                    | –                 | 2                 | –                 | –                 |
| 2020 | „Pokolenia”                                                  | –                 | 6                 | –                 | –                 |
| 2021 | „Drzewa”                                                     | –                 | 1                 | 4                 | 20                |
| 2021 | „Zostań ze mną”                                              | –                 | –                 | –                 | –                 |
| 2021 | „Tego nie mogą zabrać nam”                                   | –                 | –                 | –                 | –                 |
| 2022 | „Krokodyle tańczą”                                           | –                 | –                 | –                 | –                 |
| 2022 | „Wspinaczka”                                                 | –                 | –                 | –                 | –                 |
| 2022 | „Stacja Warszawa” (oraz Piotr Cugowski)                      | –                 | –                 | –                 | –                 |
| 2023 | „Wojna Światów” (oraz Tomasz Organek)                        | –                 | –                 | –                 | –                 |
| 2025 | „Motyle”                                                     | –                 | –                 | –                 | –                 |
| 2025 | „Uciekaj”                                                    | –                 | –                 | –                 | –                 |

### Inne notowane utwory
| Rok  | Tytuł                        | Pozycja na liście | Pozycja na liście | Pozycja na liście |
| Rok  | Tytuł                        | LP3               | PiK               | Eska              |
| ---- | ---------------------------- | ----------------- | ----------------- | ----------------- |
| 1982 | „Tańcz, głupia tańcz”        | 7                 | –                 | –                 |
| 1983 | „Vademecum skauta”           | 14                | –                 | –                 |
| 1983 | „Kryzysowa narzeczona”       | 1                 | –                 | –                 |
| 1983 | „Moje Kilimandżaro”          | 1                 | –                 | –                 |
| 1984 | „Fabryka małp”               | 1                 | –                 | –                 |
| 1984 | „Zabij to”                   | 3                 | –                 | –                 |
| 1984 | „A to ohyda”                 | 1                 | –                 | –                 |
| 1984 | „Augustowskie noce”          | 6                 | –                 | –                 |
| 1984 | „To jest tylko rock’n’roll”  | 5                 | –                 | –                 |
| 1985 | „Sztuka latania”             | 1                 | –                 | –                 |
| 1985 | „Someone’s Round the Corner” | 1                 | –                 | –                 |
| 1985 | „Gwiazdkowe dzieci”          | 3                 | –                 | –                 |
| 1986 | „Marchewkowe pole”           | 5                 | –                 | 1                 |
| 1986 | „Osobno”                     | 4                 | –                 | –                 |
| 1987 | „To co mam”                  | 1                 | –                 | –                 |
| 1987 | „Tacy sami”                  | 2                 | –                 | –                 |
| 1988 | „Oglądamy film”              | 4                 | –                 | –                 |
| 1988 | „Zostawcie Titanica”         | 1                 | –                 | –                 |
| 1988 | „Ratuj tylko mnie”           | 15                | –                 | –                 |
| 1989 | „Martwy postój”              | 24                | –                 | –                 |
| 1990 | „Co mnie to obchodzi”        | 6                 | –                 | –                 |
| 1990 | „Niedokończona ulica”        | 29                | –                 | –                 |
| 1990 | „Zawsze tam gdzie ty”        | 1                 | –                 | –                 |
| 1991 | „Jak igła”                   | 12                | –                 | –                 |
| 1991 | „Dopóki da czas”             | 22                | –                 | –                 |
| 1994 | „Na co komu dziś”            | 3                 | –                 | –                 |
| 1997 | „Idą złodzieje”              | 49                | –                 | –                 |
| 1997 | „Wolności głos”              | –                 | 9                 | –                 |
| 1999 | „Latać może każdy”           | 6                 | –                 | –                 |
| 2021 | „Spirala”                    | –                 | –                 | –                 |